# Чемпіонат Туру WTA 2003
Чемпіонат Туру WTA 2003, також знаний за назвою спонсора як Bank of America WTA Tour Championships Presented by Porsche, - жіночий тенісний турнір у рамках Туру WTA 2003, що відбувся на закритих кортах з твердим покриттям Стейплс-центр у Лос-Анджелесі (США). Це був 33-й за ліком завершальний турнір сезону в одиночному розряді і 28-й - у парному. Тривав з 4 до 10 листопада 2003 року. Перша сіяна Кім Клейстерс здобула титул і одержала 1000030 доларів США, а також 485 рейтингових очок. Клейстерс першою серед жінок заробила понад 4 млн доларів США за сезон. Уперше від 1978 року грали турнір за круговою системою, після фіналу ATP серед чоловіків. Було сформовано дві групи по чотири гравчині. Кожна гравчиня мала зіграти в своїй групі по три матчі. 

## Результати

### Одиночний розряд
Кім Клейстерс —  Амелі Моресмо, 6–2, 6–0.
- Для Клейстерс це був 9-й титул за сезон і 19-й — за кар'єру. Це була її 2-га перемога в Чемпіонаті WTA.

### Парний розряд
Вірхінія Руано Паскуаль /  Паола Суарес —  Кім Клейстерс /  Ай Суґіяма, 6–4, 3–6, 6–3.

## Нотатки
1. ↑  Додаткові $30 були з нагоди 30-ї річниці Туру WTA[1]